# 신경섭
신경섭(申慶燮, 1953년 7월 4일~2006년 6월 30일)은 대한민국의 공무원이다. 제9대 기상청장(2004. 10.~2006. 1.)을 지냈다. 서울 출생이다.

## 학력
- 서울대학교 문리대기상학 학사
- 일리노이대학교 대학원 기상학 석사
- 텍사스A&M대학교 대학원 기상학 박사

## 경력
- 2000. 1.~2001. 10. 강릉지방기상청장
- 2001. 10.~2003. 5. 기상청 기후국장
- 2003. 5.~2004. 10. 기상청 예보국장
- 2004. 10.~2006. 1. 기상청장

| 전임 안명환 | 제9대 기상청장 2004년 10월 1일~2006년 1월 31일 | 후임 이만기 |